# Neutrocyclops brevifurca
Neutrocyclops brevifurca är en kräftdjursart som först beskrevs av Lowndes 1934.  Neutrocyclops brevifurca ingår i släktet Neutrocyclops och familjen Cyclopidae. Inga underarter finns listade i Catalogue of Life.